# Hubert Kostka
Hubert Jerzy Kostka (Ratibor, 1940. május 27. –) olimpiai bajnok lengyel (sziléziai német-porosz származású) labdarúgókapus, edző.

## Sikerei, díjai
Lengyelország
- Olimpiai játékok
  - aranyérmes: 1972, München

 Górnik Zabrze
- Kupagyőztesek Európa-kupája (KEK)
  - döntős: 1969–70